# Афинская синтагма
Си́нтагма Божественны́х и святы́х кано́нов (греч. Σύνταγμα τῶν θείων καὶ ἱερῶν κανόνων) — шеститомный свод норм церковно-канонического права, изданный на греческом языке в Афинах в 1852—1859 годы. Издание было подготовлено под общей редакцией председателя Верховного суда Элладского королевства Г. Ралли и профессора Афинского университета М. Потли.
Афинская синтагма получила одобрение Синода Константинопольской Патриархии и ряда других поместных церквей. Несмотря на то, что с момента издания Афинской синтагмы принципы издания источников канонического права изменились, она остаётся самым полным собранием церковных канонов и законоположений на греческом языке. В 1966 году было выпущено фототипическое издание Афинской синтагмы.

## Состав
Том 1 :
- Номоканон (XIV титулов с толкованиями Феодора Вальсамона);
- «О ересях и Соборах» патриарха Константинопольского Германа I;
- анонимный трактат о Вселенских Соборах;
- часть послания патриарха Фотия болгарскому князю Михаилу;
- «Синоптическое изъяснение о Святых и Вселенских Соборах» Нила, митрополита Родосского.

Том 2 : 
- Правила святых апостолов и Вселенских соборов, а также Константинопольских соборов 861 и 879 годов с толкованиями Иоанна Зонары, Феодора Вальсамона и Алексея Аристина.

Том 3 :
- Правила Поместных соборов с толкованиями Иоанна Зонары, Феодора Вальсамона и Аристина.

Том 4 :
- Правила святых отцов с толкованиями тех же канонистов;
- Окружное послание святителя Геннадия I Константинопольского и епископов Константинопольского собора 459 года папе римскому о непоставлении на мзде;
- Послание святителя Тарасия Константинопольского папе Адриану I о том же;
- канонические отрывки из сочинений Василия Великого, Иоанна Златоуста, Анастасия Синаита;
- Синопсис канонов;
- канонические ответы афонским монахам патриарха Николая III Грамматика с толкованиями Феодора Вальсамона;
- правила и канонические ответы Никифора I Константинопольского;
- отрывки из номоканона Иоанна IV Постника;
- 66 ответов Феодора Вальсамона на вопросы Александрийского патриарха Марка III;
- другие сочинения Феодора Вальсамона;
- сочинения, приписываемые Анастасию Синаиту: «О трех постах» и «О посте Пресвятой Богородицы»;
- из 57-го слова «Пандектов» Никона Черногорца;
- трактат Иоанна Зонары о запрете троюродным братьям последовательно жениться на одной женщине, его же слово о том, является ли осквернением естественное истечение семени.

Tом 5 : 
- Соборные решения архиепископов и патриархов константинопольских;
- новеллы византийских императоров; ответы, письма, подписи под соборными деяниями и справки по различным каноническим вопросам.

Том 6 :
- Алфавитная синтагма Матфея Властаря на основе 3 парижских, 4 венских и 2 афинских греческих списков;
- индекс ко всей Афинской синтагме.